# Razzie Awards 1980
La  1ª edizione dei Razzie Awards si è svolta il 31 marzo 1981 nel soggiorno di John J. B. Wilson a Los Angeles. La premiazione era stata prevista il giorno prima dei Premi Oscar 1981 ma il fallito attentato di John Hinckley Jr. alla vita di Ronald Reagan ritardò quest'ultima cerimonia.
Can't Stop the Music e Il cantante di jazz sono stati i film più premiati con due premi ciascuno incluso quello di peggior film per Can't Stop the Music. Can't Stop the Music è stato anche il film più nominato, con sette candidature, seguito da Xanadu con sei, Il cantante di jazz e Windows con cinque, e infine La formula con quattro nomination.

## Vincitori e candidati
I vincitori sono indicati in grassetto. Ove ricorrente e disponibile, viene indicato il titolo in lingua italiana e quello in lingua originale tra parentesi.

### Peggior film
- Can't Stop the Music (Can't Stop the Music), regia di Nancy Walker
- Cruising (Cruising), regia di William Friedkin
- La formula (The Formula), regia di John G. Avildsen
- Venerdì 13 (Friday the 13th), regia di Sean S. Cunningham
- Il cantante di jazz (The Jazz Singer), regia di Richard Fleischer
- The Nude Bomb (The Nude Bomb), regia di Clive Donner
- Blitz nell'oceano (Raise the Titanic), regia di Jerry Jameson
- Saturn 3, regia di Stanley Donen
- Windows (Windows), regia di Gordon Willis
- Xanadu (Xanadu), regia di Robert Greenwald

### Peggior attore
- Neil Diamond - Il cantante di jazz (The Jazz Singer)
- Michael Beck - Xanadu (Xanadu)
- Robert Blake - Un camion in salotto (Coast to Coast)
- Michael Caine - Vestito per uccidere (Dressed to Kill), L'isola (The Island)
- Kirk Douglas - Saturn 3
- Richard Dreyfuss - Competition (The Competition)
- Anthony Hopkins - In amore si cambia (Change of Seasons)
- Bruce Jenner - Can't Stop the Music (Can't Stop the Music)
- Sam J. Jones - Flash Gordon (Flash Gordon)

### Peggior attrice
- Brooke Shields - Laguna blu (The Blue Lagoon)
- Nancy Allen - Vestito per uccidere (Dressed to Kill)
- Faye Dunaway - Delitti inutili (The First Deadly Sin)
- Farrah Fawcett - Saturn 3
- Sondra Locke - Bronco Billy (Bronco Billy)
- Olivia Newton-John - Xanadu (Xanadu)
- Valerie Perrine - Can't Stop the Music (Can't Stop the Music)
- Deborah Raffin - Touched by Love (Touched by Love )
- Talia Shire - Windows (Windows)
- Shelley Duvall - Shining (The Shining) (rescissa nel 2022)

### Peggior attore non protagonista
- John Adames - Gloria - Una notte d'estate (Gloria)
- Laurence Olivier - Il cantante di jazz (The Jazz Singer)
- Marlon Brando - La formula (The formula)
- Charles Grodin - Bastano tre per fare una coppia (Seems Like Old Times)
- David Selby - Blitz nell'oceano (Raise the Titanic!)

### Peggior attrice non protagonista
- Amy Irving - Accordi sul palcoscenico (Honeysuckle Rose)
- Elizabeth Ashley - Windows (Windows )
- Georg Stanford Brown - Nessuno ci può fermare (Stir Crazy)
- Betsy Palmer - Venerdì 13 (Friday the 13th)
- Marilyn Sokol - Can't Stop the Music (Can't Stop the Music)

### Peggior regista
- Robert Greenwald - Xanadu (Xanadu)
- John G. Avildsen - La formula (The formula)
- Brian De Palma - Vestito per uccidere (Dressed to Kill)
- William Friedkin - Cruising (Cruising)
- Sidney Furie e Richard Fleischer - Il cantante di jazz (The Jazz Singer)
- Stanley Kubrick - Shining (The Shining)
- Michael Ritchie - L'isola (The Island)
- John Trent - La voglia addosso (Middle Age Crazy)
- Nancy Walker - Can't Stop the Music (Can't Stop the Music)
- Gordon Willis - Windows (Windows)

### Peggior sceneggiatura
- Bronte Woodard e Allan Carr - Can't Stop the Music (Can't Stop the Music)
- Erich Segal, Ronni Kern e Fred Segal - In amore si cambia (A Change of Seasons)
- William Friedkin - Cruising (Cruising)
- Steve Shagan - La formula (The Formula)
- Eleanor Bergstein - Amarti a New York (It's My Turn)
- Carl Kleinschmidt - La voglia addosso (Middle Age Crazy)
- Adam Kennedy ed Eric Hughes - Blitz nell'oceano (Raise the Titanic)
- Hesper Anderson - Touched by Love (Touched by Love)
- Barry Siegel - Windows (Windows)
- Richard C. Danus e Marc C. Rubel - Xanadu (Xanadu)

### Peggior canzone originale
- The Man with Bogart's Face, musica di George Duning, testo di Andrew Fenady - Il Detective con la faccia di Bogart (The Man with Bogart's Face)
- Suspended in Time, musica e testo di John Farrar - Xanadu (Xanadu)
- Where Do You Catch the Bus for Tomorrow?, musica di Henry Mancini, testo di Henry Mancini, Marilyn e Alan Bergman - In amore si cambia (A Change of Seasons)
- You, baby, baby!, musica e testo di Neil Diamond - Il cantante di jazz (The Jazz Singer)
- (You) Can't Stop the Music, musica e testo di Jacques Morali - Can't Stop the Music (Can't Stop the Music)

### Premio alla carriera
- Ronald Reagan, per essersi ritirato dal mondo del cinema.

## Statistiche vittorie/candidature
Premi vinti/candidature:
- 2/7 - Can't Stop the Music (Can't Stop the Music)
- 2/5 - Il cantante di jazz (The Jazz Singer)
- 1/6 - Xanadu (Xanadu)
- 1/1 - Laguna blu (The Blue Lagoon)
- 1/1 - Gloria - Una notte d'estate (Gloria)
- 1/1 - Accordi sul palcoscenico (Honeysuckle Rose)
- 1/1 - Il Detective con la faccia di Bogart (The Man with Bogart's Face)
- 0/5 - Windows (Windows)
- 0/4 - La formula (The Formula)
- 0/3 - Cruising (Cruising)
- 0/3 - Blitz nell'oceano (Raise the Titanic)
- 0/3 - Saturn 3
- 0/3 - Vestito per uccidere (Dressed to Kill)
- 0/3 - In amore si cambia (Change of Seasons)
- 0/2 - L'isola (The Island)
- 0/2 - Venerdì 13 (Friday the 13th)
- 0/2 - Shining (The Shining)
- 0/2 - Touched by Love (Touched by Love )
- 0/2 - La voglia addosso (Middle Age Crazy)
- 0/1 - The Nude Bomb (The Nude Bomb)
- 0/1 - Un camion in salotto (Coast to Coast)
- 0/1 - Competition (The Competition)
- 0/1 - Flash Gordon (Flash Gordon)
- 0/1 - Delitti inutili (The First Deadly Sin)
- 0/1 - Bronco Billy (Bronco Billy)
- 0/1 - Bastano tre per fare una coppia (Seems Like Old Times)
- 0/1 - Nessuno ci può fermare (Stir Crazy)
- 0/1 - Amarti a New York (It's My Turn)